# Metriona
Metriona is een geslacht van kevers uit de familie bladkevers (Chrysomelidae).
De wetenschappelijke naam van het geslacht werd in 1896 gepubliceerd door Julius Weise.

## Soorten
- Metriona elatior (Klug, 1829)